# FK 오트란트-올림픽
FK 오트란트-올림픽(몬테네그로어: Fudbalski klub Otrant-Olympic)은 몬테네그로의 축구 클럽으로, 해안 마을인 울친에 연고를 두고 있다. 현재는 몬테네그로 세컨드 리그에 소속되어 있다.

## 선수 명단

### 역대
- 김은총(2015 ~ 2016)

## 같이 보기
- 울친